# Даванья
Даванья (итал. Davagna) — коммуна в Италии, располагается в регионе Лигурия, в провинции Генуя.
Население составляет 1893 человека (2008 г.), плотность населения составляет 86 чел./км². Занимает площадь 22 км². Почтовый индекс — 16022. Телефонный код — 010.
Покровителями коммуны почитаются святой апостол Пётр, празднование 29 июня, и святой апостол Варфоломей.

## Демография
Динамика населения:

## Администрация коммуны
- Официальный сайт: http://www.comune.davagna.ge.it/